# كريستوفر لويد (مؤرخ)
كريستوفر لويد (بالإنجليزية: Christopher Lloyd)‏ هو مؤرخ بريطاني، ولد في 1 أبريل 1968 في دوركينغ في المملكة المتحدة.